# Pierre Ayraud-Degeorge
Pour les articles homonymes, voir Pierre Ayraud, Ayraud et Degeorge.
Pierre Ayraud, dit Ayraud-Degeorge, né à Rochefort le 1er mars 1816 et mort à Croissy-sur-Seine le 30 mai 1867, est un avocat, journaliste et haut fonctionnaire français.

## Biographie
Pierre-Alexandre Ayraud est le fils de Magdelaine Coutin (17..-1830) et de Jacques Ayraud (v. 1784-1824), cultivateur au village de Villeneuve, lieu-dit de Rochefort.
Avocat à Amiens, Pierre Ayraud  collabore dès 1844 au Progrès du Pas-de-Calais d'Arras, journal d'opposition à la monarchie de Juillet. À cette époque, il coécrit avec l'acteur Eugène Fillion un drame historique et patriotique sur le siège de Valenciennes de 1793, représenté à Valenciennes le 26 novembre 1844. Quatre ans plus tard, Ayraud et Fillion écrivent une autre pièce, Marie Raymond, la dentellière d'Arras, drame en 4 actes et en prose à propos de l'épidémie de choléra de 1832, représenté à Arras le 22 janvier 1848.
En 1846, Pierre Ayraud épouse Julie-Jeanne Willoughby Degeorge (1825-1906), fille du rédacteur en chef du Progrès, Frédéric Degeorge. Désormais appelé « Ayraud-Degeorge », il prend part à la campagne des banquets en 1847. Ainsi, le 14 novembre, lors du banquet réformiste présidé par Odilon Barrot au château d'Annezin, il porte un toast « à l'union de toutes les nuances de l'opposition » et se dit « radical » tout en évoquant avec nostalgie l'Empire. Devenu rédacteur en chef du Progrès, il encourt cinq ans de prison et 10 000 francs d'amende pour « offense au roi » mais la révolution de février 1848 vient interrompre les poursuites.
Commissaire-général de la nouvelle République, Frédéric Degeorge fait nommer son gendre sous-commissaire de la République (sous-préfet) dans l'arrondissement de Boulogne-sur-Mer le 14 avril 1848. Succédant à un certain Bachelet, Ayraud-Degeorge reste à ce poste jusqu'au 9 juillet. Remplacé à Boulogne par Orophane Gellée, il est nommé préfet du Var. Il occupe ce poste jusqu'au 24 janvier 1849, date à laquelle il est remplacé par Haussmann.
Au lendemain du coup d'État du 2 décembre 1851, le Progrès est suspendu. Après avoir tenté d'ameuter les Arrageois, Ayraud-Degeorge doit s'enfuir. Il est néanmoins arrêté puis condamné par la commission mixte du Pas-de-Calais à être interné à Angoulême. Grâce à une intervention du prince-président, qui avait naguère collaboré au Progrès lorsqu'il était prisonnier à Ham, le journal peut à nouveau paraître dès février 1852. Fin mars, Ayraud-Degeorge obtient le droit de se réfugier à Bruxelles, ce qui lui vaudra d'être mentionné par Charles Hugo dans Les Hommes de l'exil. Cet exil est de courte durée : autorisé à rentrer en France par décret du prince-président, il est de retour à Arras dès le 8 septembre. Le 23 février 1853, un décret impérial lui accorde remise des dernières mesures de sûreté générale prises à son encontre. Gérant du Progrès, Ayraud-Degeorge en devient définitivement rédacteur en chef à la mort de son beau-père, en 1854.
Frappé d'avertissements préfectoraux en 1853 et 1855, le Progrès est finalement supprimé par les autorités en 1857. Ayraud-Degeorge compte alors le remplacer par un journal non-politique, simplement intitulé Le Pas-de-Calais, devenu ensuite L'Écho du Pas-de-Calais (1857-1858), avant d'être autorisé à lancer Le Propagateur du Pas-de-Calais en juin 1859, avec une ligne éditoriale plus favorable au régime. Interrompue au bout de quelques mois, la publication reprend à Lille sous le titre Le Propagateur du Nord et du Pas-de-Calais en juin 1860. Cependant, le succès n'est pas au rendez-vous : Ayraud-Degeorge est contraint de céder le journal dès le mois d'octobre. Le légitimiste clérical Henri Lefebvre lui succède alors en tant que rédacteur en chef.
Après son départ de Lille, Ayraud-Degeorge habite à Paris, au no 17 de la rue des Moines. Malgré l'aide de ses amis Desmarest et Labelonye, il connaît une situation très précaire. Désespéré, il se suicide en se jetant dans la Seine à Croissy le 30 mai 1867.
Pierre Ayraud-Degeorge est le père du journaliste Horace Ayraud-Degeorge (1850-1922).